# Histologia vegetal
Histologia Vegetal é o estudo específico de tecidos vegetais.
Tecidos Vegetais são grupos de células que geralmente realizam as mesmas funções. São divididos em meristemas (tecidos meristemáticos ou embrionários) e tecidos adultos (tecidos permanentes da planta).

## Meristemas
Formados por células pequenas e justapostas, com grande capacidade de multiplicação.
Os meristemas podem ser primários ou secundários:
Primários: proporcionam o crescimento em extensão do vegetal (crescimento longitudinal). Ex.: gema apical, no caule; gema subapical, na raiz.
Os Meristemas Primários são divididos em:
- Dermatogênio: origina os tecidos de revestimento;
- Periblema: origina os tecidos da casca;
- Pleroma: origina os tecidos do cilindro central;
- Caliptrogénio: origina a coifa ou caliptra.

Secundários: relacionam-se com o crescimento em espessura do vegetal.
Os Meristemas Secundários (ou meristemas laterais) são divididos em: 
- Felogênio: origina o súber e a feloderme;
- Câmbio: origina o xilema e o floema.

## Adultos ou Permanentes
São classificados segundo a função:

### Proteção
a) Epiderme: Tem origem na protoderme e é composta por células vivas e justapostas. É a camada externa da planta que faz o revestimento de folhas e caules jovens. A Epiderme apresenta células especializadas para melhor desempenho de suas funções. Só é encontrada nas plantas terrestres,não existindo nas aquáticas. Pode ainda ser multisseriada ou unisseriada. Nela destacam-se algumas estruturas:
- Cutícula: película lipídica e impermeável que recobre as folhas das plantas terrestres. Impede o ressecamento, diminuindo a transpiração;
- Cera: lipídeo impermeável. Possui a mesma função da cutícula;
- Pelos/Tricomas: estruturas que, em sua maioria, possuem substâncias urticantes (urtigas) e enzimas proteolíticas (encontradas nas plantas incentivadoras); têm função urticante e absorvente, muitas vezes secretam substâncias oleosas, o que impede a perda de água;
- Acúleos: estruturas pontiagudas originadas da epiderme com a função de proteção ou defesa. Não confundir com espinhos, que são modificações de órgãos;
- Papilas: estruturas que armazenam óleos essenciais;
- Estômatos: encontrados nas folhas, responsável pelas trocas gasosas e pela transpiração da planta;
- Lenticelas: pequenas rachaduras nos tecidos, que permitem a entrada de oxigênio e a saída do gás carbônico, durante a respiração das células.

b) Periderme
Felogênio: Meristema Secundário;
Feloderme: Crescimento Horizontal.
Súber: camada de células mortas pela deposição de suberina (substância lipídica, que impede a passagem de água e gases) que substitui a epiderme. Também possui função de proteção mecânica e térmica (cortiça). Deriva-se do crescimento para fora do felogênio. Reveste o caule e a raiz de plantas adultas.

### Sustentação
Existem dois tipos tecidos de sustentação:
a) Colênquima: tecido formado por células vivas, clorofiladas e com parede celular de celulose. Tem funções de sustentação e flexibilidade. É encontrado nas partes herbáceas do vegetal, logo abaixo da epiderme.
b) Esclerênquima: tecido formado por células mortas com reforço de lignina (dá rigidez e é impermeabilizante). Esse tecido é comparado aos ossos dos animais. É encontrado nas partes lenhosas do vegetal, logo abaixo do colênquima e ao redor de feixes condutores.

### Preenchimento
Conhecidos com o nome de parênquimas (tipo de tecido mais comum, pode ser clorofilado ou não, é formado por células vivas). Podem ser:
a) Clorofilianos/Clorênquimas/Assimilador: realiza a fotossíntese, apresenta clorofila, é constituído por células vivas e apresenta coloração verde. Estão localizados na parte meridiana da folha, o chamado mesofilo, e estão divididos em:
- Paliçádico: localizado na parte superior do mesofilo, são compostos de células alongadas que conferem sustentação às células epidérmicas superiores, promovendo a fotossíntese;
- Lacunoso: localizado na parte central-inferior do mesofilo, são células esféricas separadas por lacunas por onde circulam gases trocados nos estômatos.

b) Reserva: formado por células que armazenam substâncias nutritivas, são aclorofilados e incolores. Possuem três tipos:
- Aquífero: armazena água, característico dos vegetais de clima seco, permitindo a sobrevivência do vegetal;
- Aerifico/Aerênquima: armazena ar entre as células. Auxilia na flutuação de certas plantas aquáticas, por isso é característico delas. Reserva o hormônio AIA (auxinas), no ápice dos caules e das raízes;
- Amilífero: armazena amido, em forma de grãos. É a parte nutritiva de plantas como batata e mandioca.

### Condução
a) Lenho (Xilema): tecido condutor, conduz seiva bruta (água e sais minerais) das raízes para o resto da planta e é formado por células mortas e ocas;
b) Líber (Floema): tecido condutor, conduz seiva elaborada (água e produtos orgânicos produzidos pela fotossíntese) das folhas para a raiz.

### Secreção
Pêlos secretores: secretam uma substância urticante, e são usados para defesa ou proteção da planta.
Nectários: Glândulas que produzem secreção odorífera e doce para atrair insetos e pássaros, facilitando a polinização. Na maioria das plantas encontra-se nas flores, porém no maracujá os nectários estão no pedúnculo das flores, e por isso são chamados nectários extraflorais.
Hidatódios: Estão localizados nas bordas das folhas e eliminam água e sais minerais na forma de gotículas, processo chamado de Gutação ou Sudação .
Canais Lactíferos: Produzem látex. Sua função é de proteção e cicatrização. Ex.: Jaqueira, Mangabeira, Seringueira.
Vasos resiníferos: Produzem resina. Sua Função é de defesa, como por exemplo o âmbar, que protege a planta contra os insetos e fungos. Muitas vezes a resina em contato com o ar se solidifica.
Bolsas Secretoras: Secreção oleosa e cheirosa como no eucalipto, limão, etc..
Hormônio: O principal hormônio vegetal é o AIA (Ácido Indol Acético). É produzido pelos meristemas na parte apical vegetal, principalmente: caule; raiz; folha e nos embriões da semente. Esse hormônio é responsável pelo crescimento do vegetal.